# New York State Route 113
Die New York State Route 113 ist eine kurze State Route südöstlich der City of Poughkeepsie im Dutchess County New Yorks. Die Straße führt als Spackenkill Road durch die Town of Poughkeepsie. Er beginnt am U.S. Highway 9, gegenüber dem Werk von IBM und führt in östlicher Richtung zur etwa fünf Kilometer entfernten Kreuzung mit der New Hackensack Road (New York State Route 376) und Vassar Road (County Route 77) in Red Oaks Mill.
Die Spackenkill Road wurde ursprünglich vom Dutchess County unterhalten. Die Trasse wurde 1980 an das New York Department of Transport übertragen, und seitdem besteht die heutige Streckenführung der NY 113 mit nur geringen Modifikationen.

## Streckenbeschreibung
Der westliche Endpunkt der NY 113 liegt an einer Kleeblattkreuzung mit dem U.S. Highway 9 in der zum Dutchess County gehörenden Town of Poughkeepsie. Westlich dieser Kreuzung besteht die Straße nur als örtliche Zufahrt in das Hauptwerk von IBM in Poughkeepsie. Nordostwärts führt NY 113 zunächst zur Kreuzung mit der Spackenkill Road und übernimmt deren Namen auf ihrer weiteren Trasse ostwärts (westlich dieser Kreuzung ist die Spackenkill Road eine Alternativroute des U.S. Highway 9 für den westwärts gerichteten Verkehr auf der NY 113).
Kurz vor der Kreuzung mit der Cedar Avenue (County Road 74) führt NY 113 an der Spackenkill High School vorbei und dann durch Red Oaks Mill, wo NY 113 an der Kreuzung mit der NY 376, der New Hackensack Road, endet.

## Kreuzungen
| Ortslage                                 | mi   | km   | Ziele                                               | Anmerkungen                                       |
| Town of Poughkeepsie                     | 0,00 | 0,00 | US 9 US 9 / IBM Road                                | westlicher Endpunkt                               |
| Red Oaks Mill                            | 3,18 | 5,12 | NY 376 NY 376 / CR 77 South Dutchess County Airport | östlicher Endpunkt, nördlicher Endpunkt der CR 77 |
| 1,000 mi = 1,609 km; 1,000 km = 0,621 mi |      |      |                                                     |                                                   |

## Früherer Streckenverlauf
Zwischen 1930 und 1972 hatte New York State Route 113 einen völlig anderen Streckenverlauf. Diese frühere Trasse war eine Verbindung zwischen der New York State Route 27 nördlich von Quogue und der New York State Route 24 bei Riverhead. Diese 12 km lange State Route wurde im Zuge einer Neuordnung vom Bundesstaat New York an das Suffolk County übergeben und zur Suffolk County Road 104 umgewidmet.